# Republikánus Párt (Grúzia)
A Grúziai Republikánus Párt (grúzul: საქართველოს რესპუბლიკური პარტია), rövidebb nevén Republikánusok (grúzul: რესპუბლიკელები) egy liberális politikai párt Grúziában, amelyet 1978-ban alapítottak meg, ezzel az egyik legelső párt az országban. 2012-ben a Grúz Álom koalíciójában indultak képviselőik. Jelenleg az Egyesült Nemzeti Mozgalom által vezetett Egységben az Erő koalíció része.
A párt jelenlegi elnöke a  2013 novemberében megválasztott Katuna Szamnidze. A párt ideológiájában a helyi önkormányzatok, a gazdaság és a szabad és független igazságszolgáltatás reformja nagy szerepet játszanak. Támogatja Grúzia nyugatbarát politikáját, céljuk Grúzia EU és NATO-tagsága.

## Története
A Republikánus Párt titkos politikai szervezetként jelent meg az akkori grúziai SZSZK-ban, 1978. május 21-én. Céljuk az emberi jogok mellett Grúzia függetlensége és a szabad piacgazdaság voltak. A párt vezetőit 1990 előtt a vezetés nemegyszer letartóztatta és súlyos börtönbüntetésre ítélte. Az 1990-es első többpárti választásokon a párt 3 helyet szerzett a Grúz Legfelsőbb Tanácsban, ahol a Zviad Gamszahurdia vezette Kerekasztal — Szabad Grúzia párt ellenzéke lettek. Gamszahurdia 1992-es puccsban történt bukása után a párt képviseltette magát a Grúziai Ideiglenes Államtanácsban, majd 10 tagú ellenzéki frakciót hoztak létre az 1992-es parlamenti választás után.
2002-ben a párt szövetséget kötött a Mihail Szaakasvili által vezetett Egyesült Nemzeti Mozgalommal, akikkel együtt indult a 2002-es önkormányzati és 2003-as parlamenti választáson. A párt meghatározó szerepet játszott a 2003-as rózsás forradalomban, amely lemondásra kényszerítette Grúzia addigi elnökét, Eduard Sevardnadzét. Azonban a Republikánus Párt és az Egyesült Nemzeti Mozgalom ezután összeveszett, a párt választási csalással vádolta egykori szövetségesét. 2005-ben a párt képviselői a Grúz Konzervatív Párttal és néhány párton kívüli képviselővel közös frakciót alapítottak Demokratikus Front néven.
2012-ig a párt mérsékelten ellenzéki párt volt. A 2007-es kormányellenes tüntetéseken más ellenzéki pártokkal közösen szólaltak fel, majd ugyanezekkel a pártokkal támogatták Levan Gacsecsiladze-t a 2008-as elnökválasztáson. A 2008-as parlamenti választáson elszenvedett politikai kudarc után a Republikánus Párt 2008. december 8-án szövetséget kötött az Új Jogok Pártjával.
2009. július 8-án tartották a Republikánus Párt 13. kongresszusát. A kongresszus elfogadta a párt alapszabályának új változatát. David Usupasvilit választották a párt új elnökévé.
2012-ben a párt csatlakozott a Grúz Álom koalíciójához, amely megnyerte a választásokat. David Usupasvili lett a parlament elnöke, míg a republikánus párt másik képviselője, Paata Zakareisvili az új kormány reintegrációs minisztere lett.
2016 márciusában a párt bejelentette, hogy önállóan fognak indulni a 2016-os parlamenti választáson. A választáson a Republikánus Párt nem lépte át az öt százalékos küszöböt, mivel csak 1,55 százalékot szerzett.

## A párt elnökei
| Név                 | hivatal kezdete | hivatal vége |
| ------------------- | --------------- | ------------ |
| Vaktang Dzabiradze  | 1979            | 1995         |
| Ivliane Kaindrava   | 1995            | 2000         |
| David Berdzenisvili | 2000            | 2005         |
| David Usupasvili    | 2005            | 2013         |
| Katuna Szamnidze    | 2013            | hivatalban   |

## Választási eredmények
| Választás | Szavazatok száma | Szavazatok aránya | Mandátumok száma | Mandátumok aránya | Parlamenti szerepe |
| --------- | ---------------- | ----------------- | ---------------- | ----------------- | ------------------ |
| 1990-es   | 40 769           | 1,76%             | 3                | 1,2%              | ellenzék           |
| 1992-es1  | 277 496          | 12,06%            | 19 (7)           | 3,5%              | ellenzék           |
| 1995-ös   | 35 051           | 1,75%             | 1                | 0,35%             | ellenzék           |
| 1999-es2  | 95 039           | 4,74%             | 0                | 0%                | nem jutott be      |
| 2003-as   | —                | —                 | 0                | 0%                | nem indult         |
| 2004-es3  | 992 275          | 67,75%            | 153 (5)          | 3,33%             | kormánypárt        |
| 2008-as   | 67 037           | 3,78%             | 2                | 1,33%             | ellenzék           |
| 2012-es4  | 1 181 862        | 54,97%            | 85 (10)          | 6,67%             | kormánypárt        |
| 2016-os   | 27 264           | 1,55%             | 0                | 0%                | nem jutott be      |
| 2020-as5  | 523 127          | 27,18%            | 36 (2)           | 1,33%             | ellenzék           |

1: Az Október 11. Blokk nevű koalíció részeként

2: A Nemzeti Demokratikus Szövetség részeként

3: A Nemzeti Mozgalom — Demokraták nevű szövetség részeként

4: A Grúz Álom koalíciójának részeként

5: Az Egységben az Erő nevű koalíció részeként

## Nemzetközi kapcsolatok
A párt régóta együttműködik két amerikai szervezettel: a Nemzetközi Republikánus Intézettel és a Nemzeti Demokratikus Intézettel. A párt stratégiai kapcsolatban áll a németországi Szabad Demokraták Friedrich Neumann Alapítványával. 2007 óta a Liberálisok és Demokraták Szövetsége Európáért Párt teljes jogú tagja. A párt 2006 óta a Liberális Internacionálé társult tagja, 2014 óta pedig teljes jogú tagja.

## Ifjúsági tagozat
2005 óta működik a Republikánus Párt ifjúsági szervezete, a Fiatal Liberálisok, amely aktív tagja a nemzetközi liberális szervezeteknek. Tagjai amellett, hogy egy ifjúsági szervezet tagjai, a párt fő struktúrájában is tagságra jogosultak. A szervezetnek különböző tematikus csoportjai vannak: alternatív jogi, gazdasági, külkapcsolati, közigazgatási-területi és állami kabinetek.